# فرناندو كورتيس
فرناندو كورتيس هو كاتب سيناريو ومخرج وممثل بورتوريكي، ولد في 4 أكتوبر 1909 بسان خوان في بورتوريكو، وتوفي في 1979 بمدينة مكسيكو في المكسيك.

## وصلات خارجية
- فرناندو كورتيس على موقع IMDb (الإنجليزية)
- فرناندو كورتيس على موقع ألو سيني (الفرنسية)
- فرناندو كورتيس على موقع أول موفي (الإنجليزية)
- فرناندو كورتيس على موقع قاعدة بيانات الفيلم (الإنجليزية)
- فرناندو كورتيس على موقع كينوبويسك (الروسية)